# Коваль Іван Дмитрович
Іван Дмитрович Коваль (нар. 9 лютого 1946, Кирнасівка, Тульчинський р-н, Вінницька обл. — 5 лютого 2000, Кирнасівка, Тульчинський р-н, Вінницька обл.) — самодіяльний художник, живописець.

## Біографія[3]
Іван Дмитрович Коваль народився у селі Кирнасівка Тульчинського району Вінницької області. У ранньому дитинстві Іван захворів на поліомієліт, тому він не міг ходити і не мав можливості навчатися у школі. Читати, писати та мистецтву живопису навчався самостійно. Мати, Ксенія Семенівна, усе життя була вірним помічником, і як могла допомагала йому у всьому.
Іван Коваль у наївному стилі створював жанрові картини, відображаючи український народний побут, звичаї, обряди, розваги; еволюціонував від лаконічного образу до складних багатофігурних композицій.
На своєму життєвому шляху Івану Дмитровичу зустрічалось багато добрих людей, серед яких була сім'я вінницького письменника та журналіста Івана Степановича Волошенюка. Завдячуючи Волошенюку, світ дізнався про талановитого подільського митця — Івана Коваля.
Самодіяльний конструктор Олег Андрійович Остапенко створив для Івана Дмитровича спеціальне металеве ліжко, на якому його можна було возити по селу, до річки, ставка, в поле.

## Творчість
Іван Коваль мав вроджені здібності, якими обдарувала його природа. Свої знання з мистецтва він поповнював із книг, прагнув до самовдосконалення. Мистецтво для Івана було не тільки кропіткою працею, а й життєвою позицією. За двадцять років своєї творчості Іван Коваль змінював техніки, але перевагу все таки надавав олійним фарбам.
У своїх невеликих за розмірами картинах художник намагався розкрити всю широту народного життя, передати багатий етнографічний матеріал та проявити своє живописно-індивідуальне бачення. Його твори художньо виразні і змістовні. Іван Коваль по собі залишив особливий слід в історії розвитку народного малярства Вінниччини.

## Вшанування пам'яті
Про творчість Івана Коваля у 1987 році знято фільм.
У рідному селі Кирнасівці у 1999 році відкрито картинну галерею у Кирнасівській загальноосвітній школі. Вона містить основний творчий доробок художника (100 картин), які Коваль заповів дітям. Нині картинна галерея є діючою.
У місті Ладижині Вінницької області його іменем названо вулицю.
Роботи зберігаються у Національному музеї народної архітектури та побуту України (м. Київ).
Ф. В. Панчук написав повість про І. Коваля «Творчість між життям і смертю», надруковано у журналі «Вінницький край», 2007 р., № 2.

## Твори
«Каченя», «Гнала гуси на воду», «Проводи», «Святить батюшка паски», «На Івана Купала», «Подільське весілля», «Освячення хати», «Біля криниці», «Старий млин», «Толока», «Біля хати», «На кладці», «Жінка тіпає прядиво на бательниці», «Смикають прядиво», «Ткаля снує основу», «Ткаля за верстатом», «Вибілювання полотна» (1985—2000), «На Андрія», «На весіллі», «Різдво» (1994).